# 2000年夏季残疾人奥林匹克运动会亚美尼亚代表团
2000年夏季残疾人奥林匹克运动会亚美尼亚代表团是亚美尼亚派出的2000年夏季残疾人奥林匹克运动会代表团。未获得奖牌。